# Landschapspark Vlaamse Ardennen

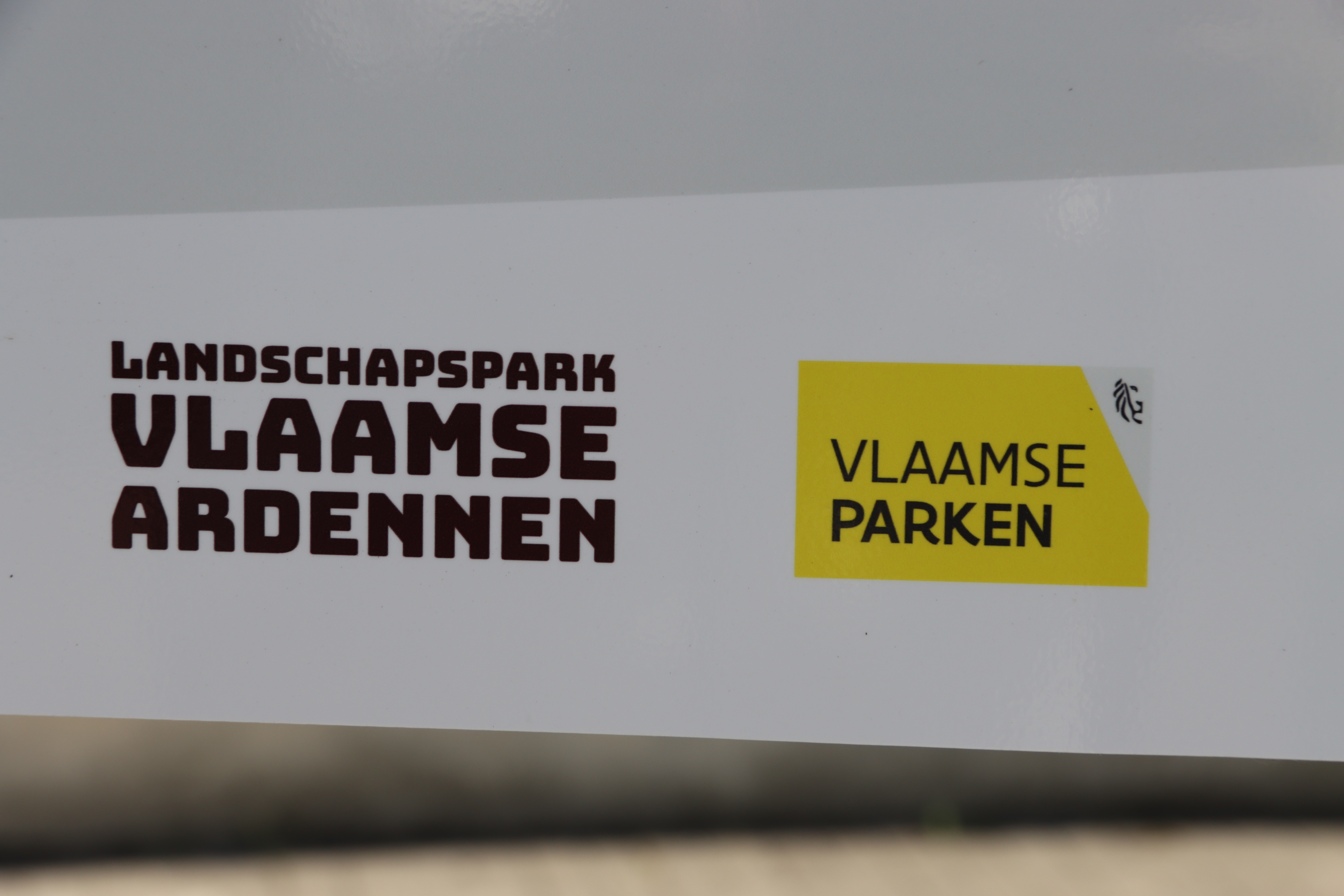
Landschapspark Vlaamse Ardennen

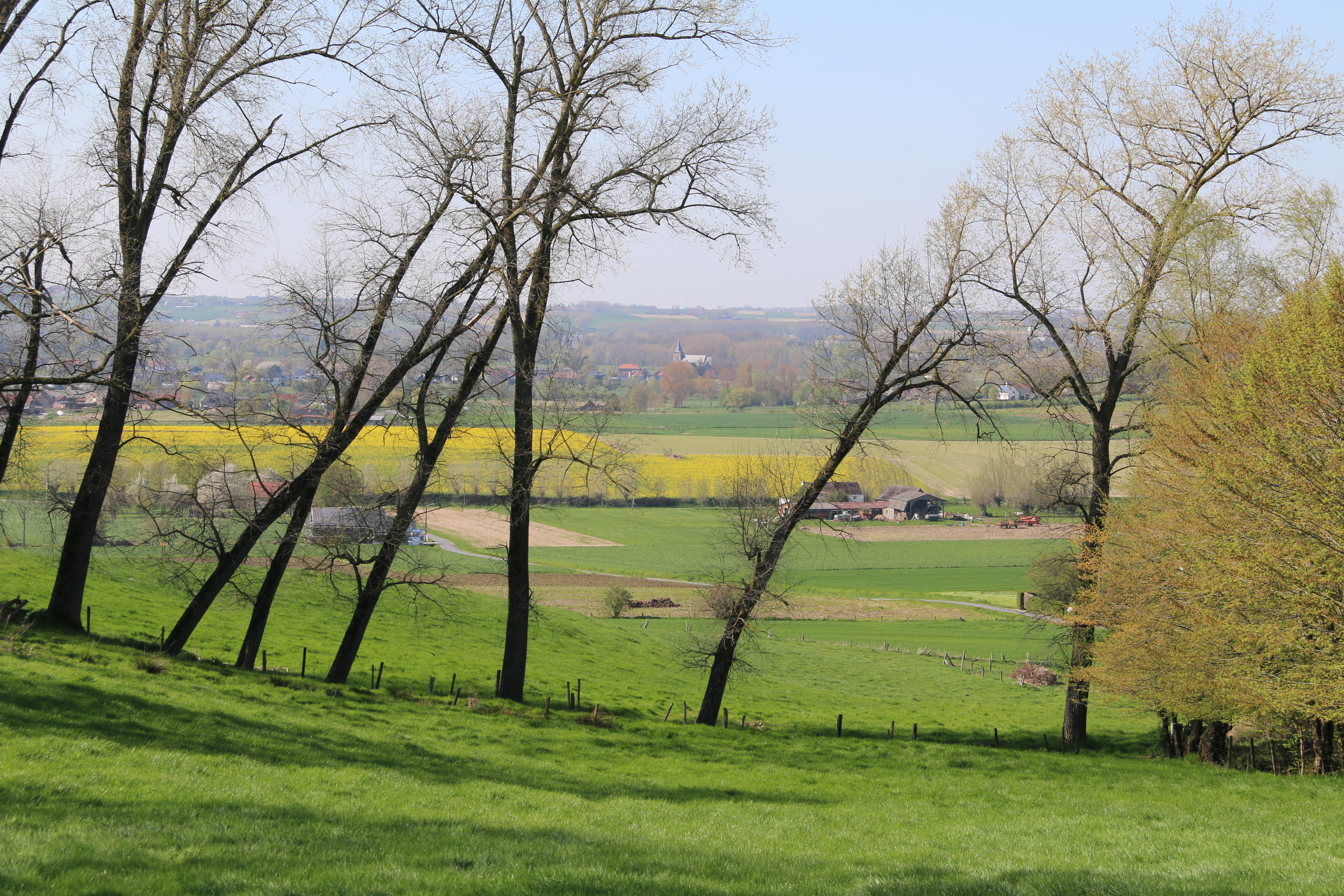
Landschapspark Vlaamse Ardennen

Het Landschapspark Vlaamse Ardennen is een landschapspark in Vlaanderen. Het omvat een deel van de Vlaamse Ardennen (Regionaal Landschap Vlaamse Ardennen), het heuvelachtige zuiden van de provincie Oost-Vlaanderen. 
Het landschapspark werd opgericht in oktober 2023 als een van de vijf Vlaamse landschapsparken. Zoals ieder Vlaams Landschapspark is het Landschapspark Vlaamse Ardennen een landschappelijk waardevol gebied met minstens 70% open ruimte en minstens 15% natuur. 
Het landschappelijke kerngebied van het landschapspark omvat 24.470 hectare en wordt in het westen begrensd door de Scheldevallei, in het zuiden door de hoogste heuvelkam tussen de Vlaamse Ardennen en het Pays des Collines (Kluisberg, Muziekberg, Pottelberg, Oudenberg), en in het noorden en het oosten door het stroomgebied van de Zwalm en de Munkbosbeekvallei.
Het Landschapspark Vlaamse Ardennen omvat (delen van) de gemeentes Oudenaarde, Zottegem, Ronse, Geraardsbergen, Zwalm, Horebeke, Maarkedal, Kluisbergen. De gemeente Brakel besloot niet deel te nemen, hoewel ze puur landschappelijk gesproken natuurlijk ook zou behoren tot het kerngebied van het park. De oprichtingsakte werd ondertekend in juni 2024.

## Afbeeldingen

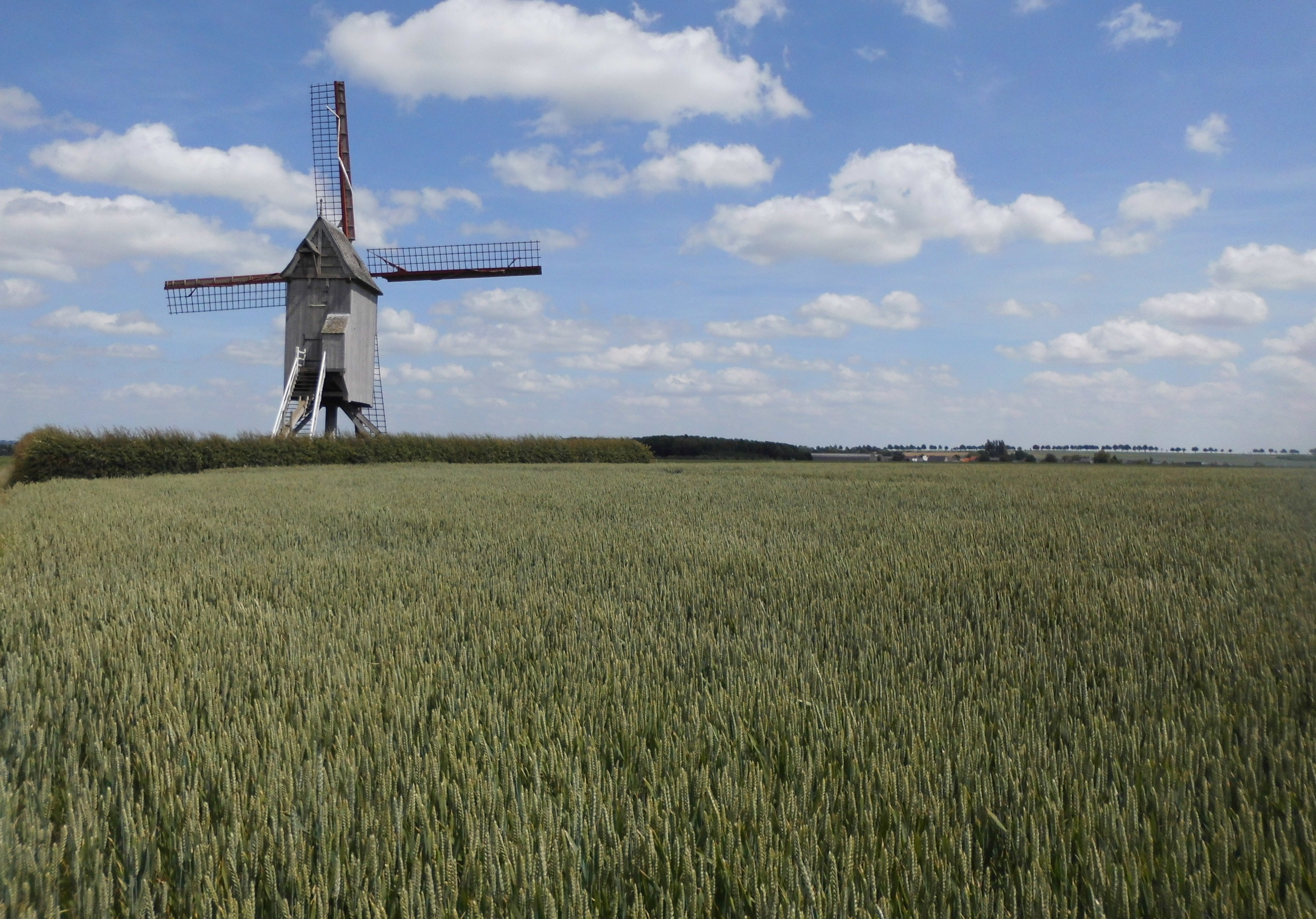
Zwalm
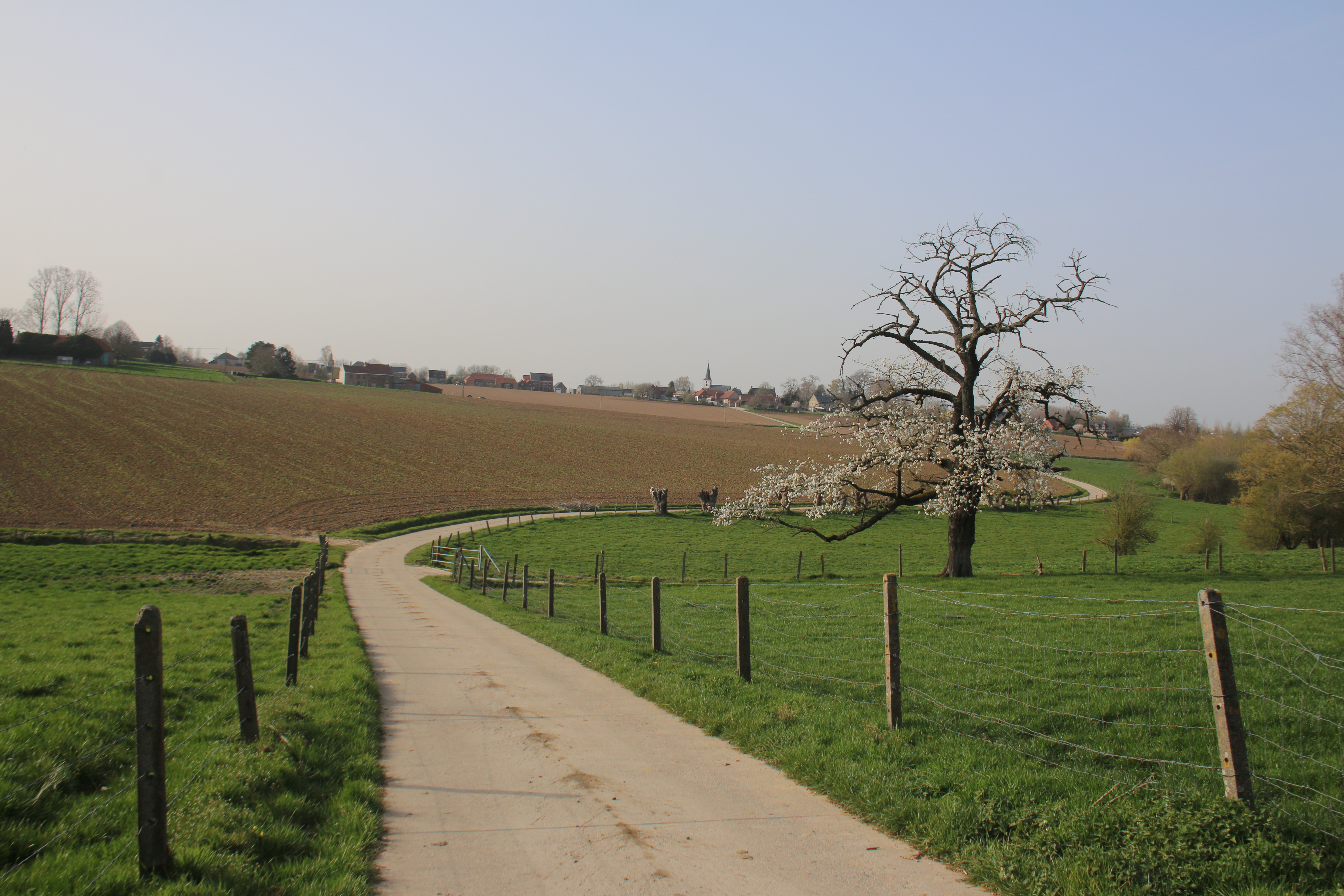
Horebeke
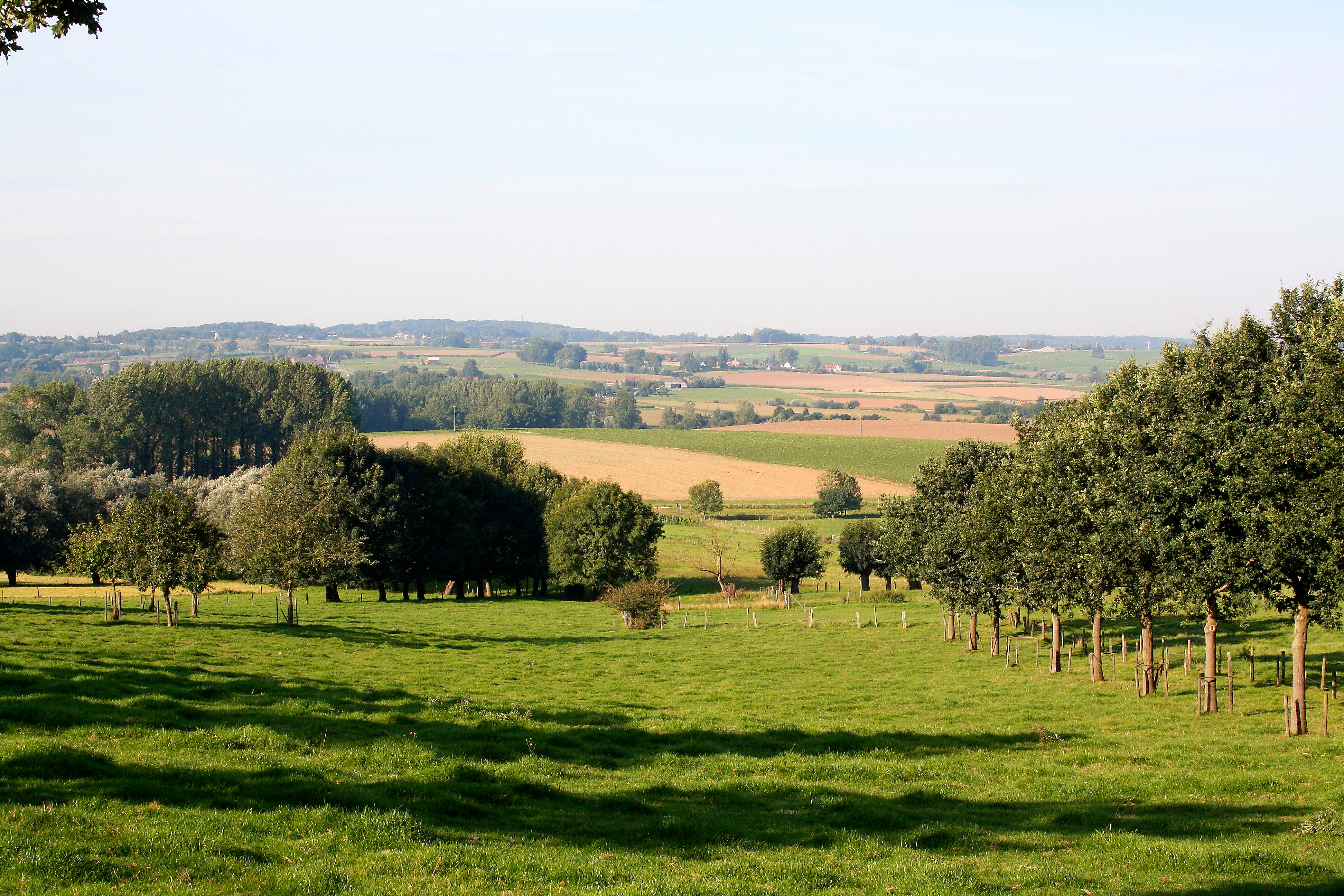
Maarkedal
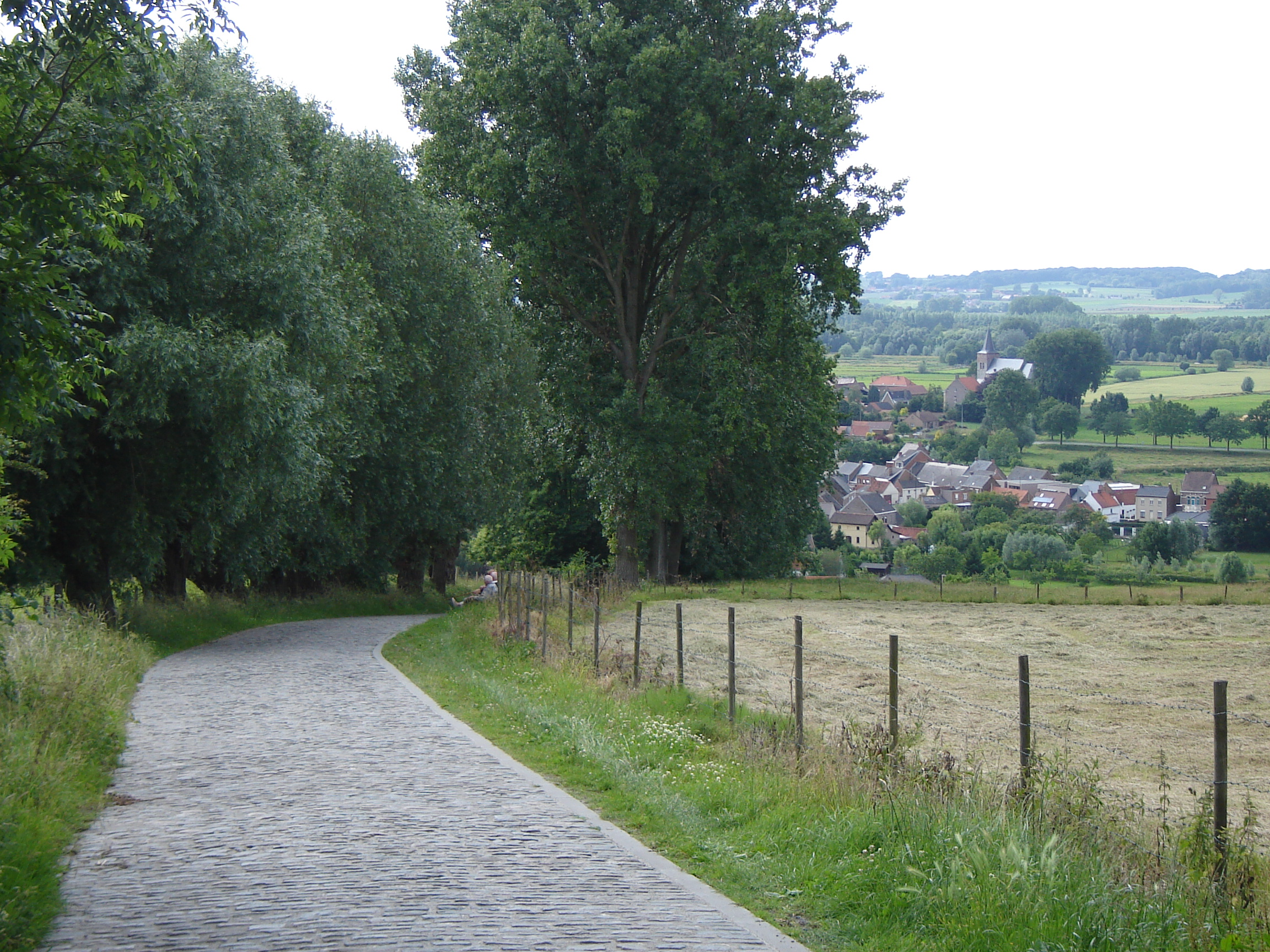
Oudenaarde
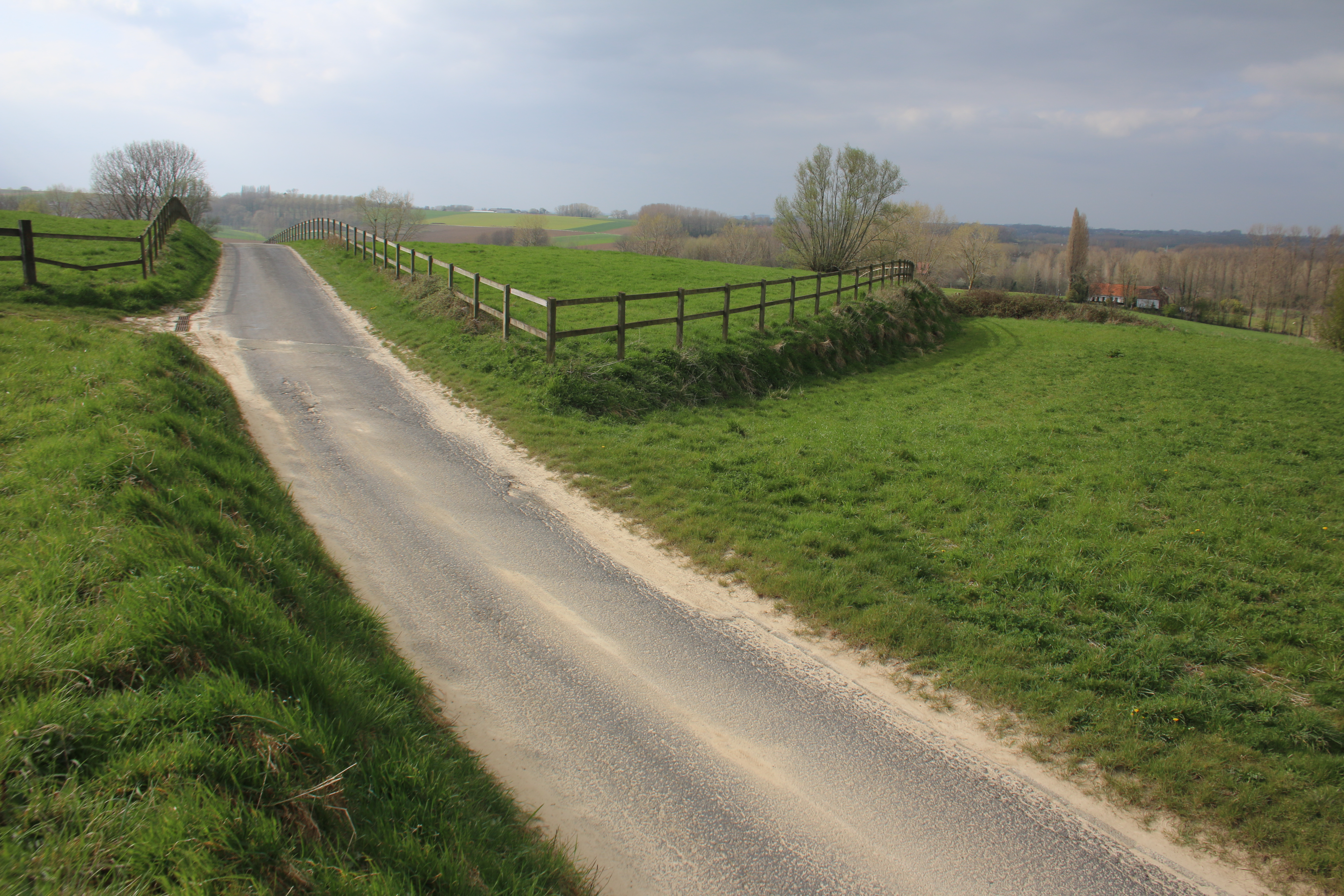
Zottegem
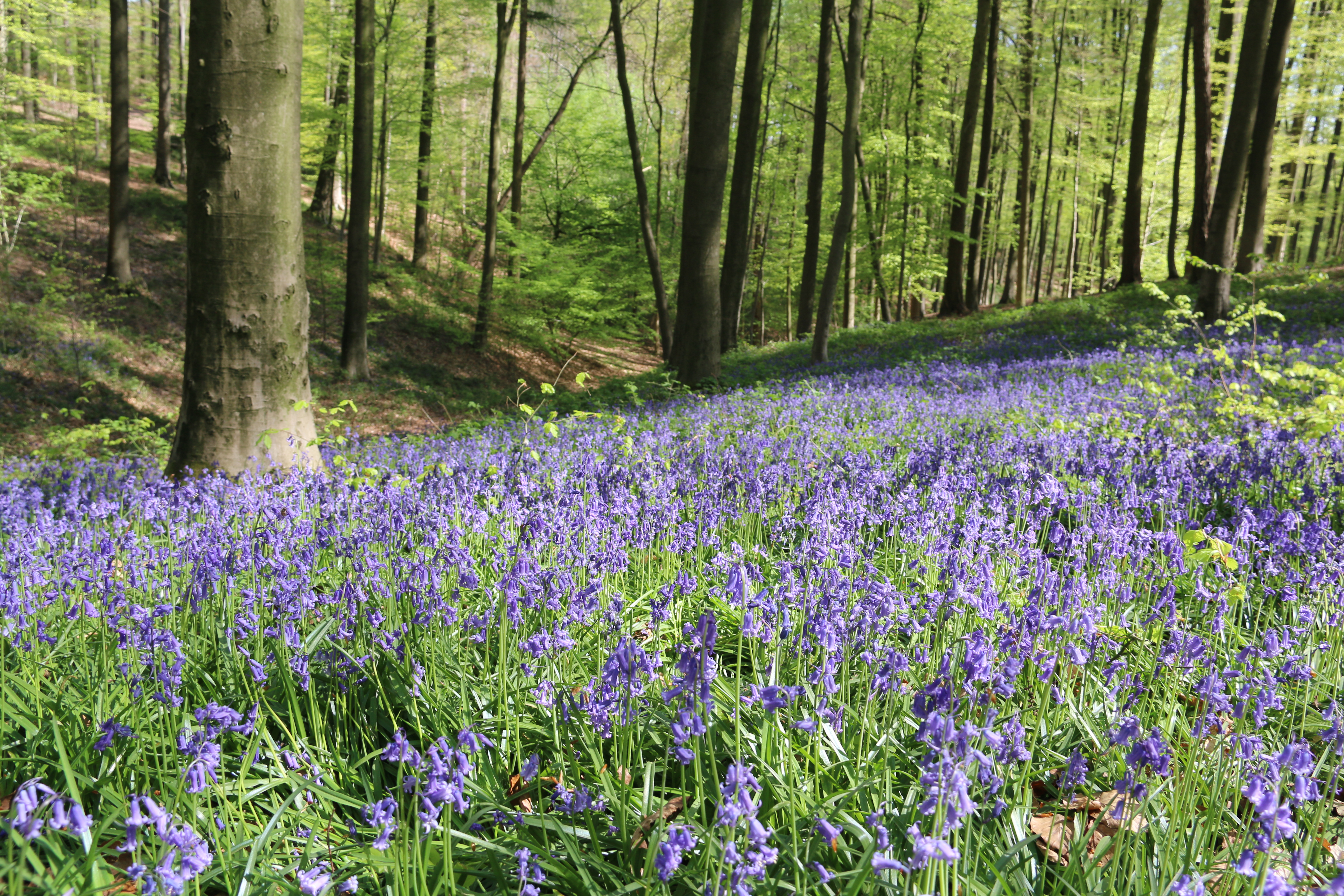
Ronse
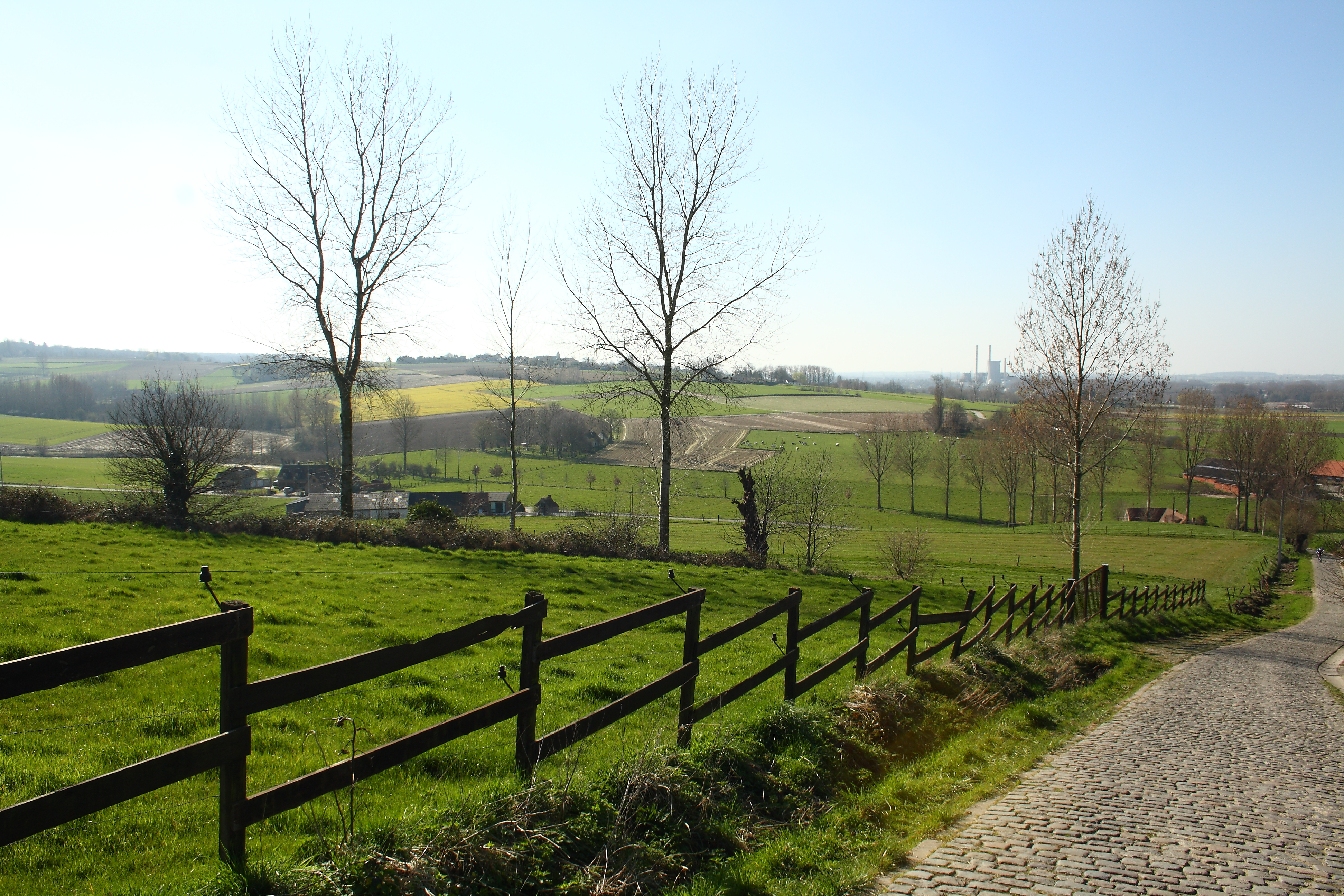
Kluisbergen